# Audubon Park (Nova Jersey)
Audubon Park és una població dels Estats Units a l'estat de Nova Jersey. Segons el cens del 2009 tenia 1.055 habitants.

## Demografia
Segons el cens del 2000, Audubon Park tenia 1.102 habitants, 496 habitatges, i 302 famílies. La densitat de població era de 2.836,6 habitants/km².
Dels 496 habitatges en un 22% hi vivien nens de menys de 18 anys, en un 40,7% hi vivien parelles casades, en un 16,5% dones solteres, i en un 39,1% no eren unitats familiars. En el 35,3% dels habitatges hi vivien persones soles el 15,3% de les quals corresponia a persones de 65 anys o més que vivien soles. El nombre mitjà de persones vivint en cada habitatge era de 2,22 i el nombre mitjà de persones que vivien en cada família era de 2,88.
Per edats la població es repartia de la següent manera: un 21,2% tenia menys de 18 anys, un 4,9% entre 18 i 24, un 28,5% entre 25 i 44, un 27% de 45 a 60 i un 18,3% 65 anys o més.
L'edat mediana era de 42 anys. Per cada 100 dones de 18 o més anys hi havia 73,9 homes.
La renda mediana per habitatge era de 34.643 $ i la renda mediana per família de 41.029 $. Els homes tenien una renda mediana de 36.250 $ mentre que les dones 25.662 $. La renda per capita de la població era de 16.926 $. Aproximadament el 9% de les famílies i el 8,8% de la població estaven per davall del llindar de pobresa.

## Poblacions més properes
El següent diagrama mostra les poblacions més properes.